# زنبق ارومیه‌ای
زنبق ارومیه‌ای (نام علمی: Iris barnumiae) نام یک گونه از سرده زنبق است.